# Septoria leontodontis
Septoria leontodontis A.L. Sm. – gatunek grzybów z klasy Dothideomycetes. Grzyb mikroskopijny, pasożyt, endobiont rozwijający się na liściach brodawnika jesiennego (Leontodon autumnalis).

## Systematyka i nazewnictwo
Pozycja w klasyfikacji według Index Fungorum: Septoria, Mycosphaerellaceae, Capnodiales, Dothideomycetidae, Dothideomycetes, Pezizomycotina, Ascomycota, Fungi.
Takson ten opisała Annie Lorrain Smith w 1915 r.

## Morfologia
Objawy na porażonych roślinach
Na obydwu stronach porażonych liści powstają bardzo małe, koliste plamki o średnicy do 1 mm, białe z brązową obwódką.
Cechy mikroskopowe
W obrębie plam na górnej tworzą się pyknidia o średnicy 100–120 μm. Konidia podzielone 1–3 septami. Mają wymiary 30–38 × 1–1,5 μm. Wydostają się przez pojedyncze ostiolum o średnicy 28–50 μm.
Znana jest tylko postać bezpłciowa (anamorfa).